# Norinco
La China North Industries Corporation (en español, «Corporación de Industrias del Norte de China»; en chino: 北方工业; pinyin: Běifāng Gōngyè; literalmente «Industrias del Norte»), abreviado Norinco, es una empresa china que produce vehículos, maquinaria, equipos óptico-electrónicos, equipamiento para campos petrolíferos, químicos, productos de industria ligera, explosivos, armas y municiones para uso civil y militar.
Norinco también es conocida fuera de China por sus productos para la defensa de alta tecnología, de los cuales algunos son adaptaciones de equipamiento soviético. Norinco produce sistemas de ataque de precisión, equipo y armas de asalto anfibio, sistemas de armas de supresión de largo alcance, sistemas antiaéreos y antimisiles, visión nocturna, bombas de vacío, equipos antiterroristas y antidisturbios y armas pequeñas.

## Historia
Norinco fue fundada en 1980 con la aprobación del Consejo de Estado de China y es supervisada por la Comisión de Ciencia, Tecnología e Industria para la Defensa Nacional (COSTIND por sus siglas en inglés). Según el testimonio de Gary Milhollin, del “Wisconsin Project on Nuclear Arms Control”, en 1997 las subsidiarias de Norinco en los Estados Unidos incluían: Beta Chemical, Beta First, Beta Lighting, Beta Unitex, China Sports (California), Forte Lighting, Larin, NIC International (Nueva Jersey).

## Armas fabricadas por Norinco
- QSZ-92, pistola
- QBZ-95, fusil de asalto
- QBB 95
- ZM-87

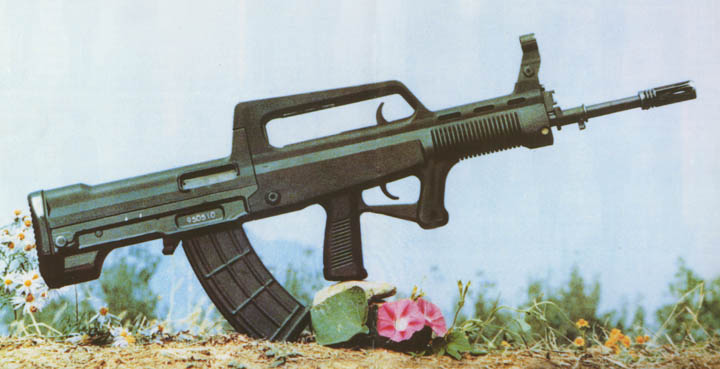
El QBZ-95, un fusil de asalto diseñado y producido por Norinco.

- M14S, copia del M1A, versión civil del M14
- CQ, copia del fusil Colt M16
- Tipo 56, copia del AK-47
- MAK-90, versión civil del Tipo 56[3]
- NZ-75, copia de la CZ-75
- NP226, copia de la SIG-Sauer P226
- NDM-86, versión del fusil de francotirador Dragunov
- 23-2K, versión del Nudelman-Rikhter NR-23
- Norinco HP9-1, también conocida como Norinco 982, copia de la Remington 870
- YL-1887L, copia de la Winchester Modelo 1887
- YL-1897, copia de la Winchester Modelo 1897
- Pistola Tipo 54, copia de la pistola soviética Tokarev TT-33
- Tipo 63 Tanque anfibio ligero
- Tipo 99 Tanque de Batalla
- WZ 551, Vehículo blindado de combate
- WZ 523, Transporte blindado de personal
- Tipo 86S, fusil de asalto bullpup
- Tipo 88, fusil de precisión
- RPG Tipo 69, copia del RPG-7
- 1911A1 mil-spec, copia de la Colt M1911A1
- Cohete antitanque Tipo 98 de 120 mm